# Kékcse, Szabolcs-Szatmár-Bereg
Kékcse  este un sat în districtul Kisvárda, județul Szabolcs-Szatmár-Bereg, Ungaria, având o populație de 1.609 locuitori (2011). 

## Demografie
Componența etnică a satului Kékcse
     Maghiari (78,76%)
     Romi (20,74%)
     Alții (0,5%)
Componența confesională a satului Kékcse
     Reformați (49,78%)
     Romano-catolici (24,55%)
     Fără religie (2,11%)
     Necunoscută (22,56%)
     Greco-catolici (0,99%)
     Alte religii (3,23%)
Conform recensământului din 2011, satul Kékcse avea 1.609 locuitori. Din punct de vedere etnic, majoritatea locuitorilor (78,76%) erau maghiari, cu o minoritate de romi (20,74%). Nu există o religie majoritară, locuitorii fiind reformați (49,78%), romano-catolici (24,55%) și persoane fără religie (2,11%). Pentru 22,56% din locuitori nu este cunoscută apartenența confesională.